# Долбышев, Михаил Дмитриевич
Михаил Дмитриевич Долбышев (26 ноября 1909, с. Озёрки, Томская губерния, Российская империя — 15 января 1997, СССР) — советский военачальник, полковник (26.01.1948).

## Биография
Родился 26 ноября 1909 года в селе Озёрки, ныне в Тальменском районе Алтайского края. Русский.

### Военная служба

#### Межвоенные годы
19 декабря 1929 года был призван в РККА и направлен на учебу в Объединенную школу летчиков и авиатехников ПриВО в город Вольск. По ее окончании в июне 1931 года переведен в 3-ю военную школу летчиков и летнабов им. К. Е. Ворошилова в город Оренбург. Член ВКП(б) с 1932 года. По завершении учебы был направлен на Дальний Восток, где был назначен младшим летчиком 5-й истребительной авиаэскадрильи ВВС ОКДВА в городе Спасск. С ноября 1933 года там же был старшим летчиком, а с ноября 1937 года командиром звена в 20-й истребительной авиаэскадрилье. Участник боёв у озера Хасан. В сентябре 1938 года назначен командиром 2-й эскадрильи 48-го отдельного авиаполка, входившего в состав ВВС 1-й Отдельной Краснознаменной армии, с ноября 1939 года был помощником командира этого полка. В ходе боев на реке Халхин-Гол командовал эскадрильей в 56-м истребительном авиаполку. В этих боях сбил 2 японских самолёта лично и 14 в составе группы, за что был награжден орденом Красного Знамени. С ноября 1940 года по январь 1941 года находился на КУКС при Военной академии штурманского состава ВВС Красной армии, по окончании которых назначен командиром 48-го истребительного авиаполка.

#### Великая Отечественная война
В начале войны майор Долбышев продолжал командовать этим полком, который выполнял задачи по прикрытию с воздуха государственной границы СССР на Дальнем Востоке. В апреле 1943 года назначен заместителем командира, а с апреля 1944 года назначается командиром 250-й истребительной авиационной дивизии 9-й	воздушной армии Дальневосточного фронта. В октябре 1944 года назначен заместителем командира 29-й истребительной авиационной дивизии 10-й воздушной армии в городе Хабаровск. Части этих дивизий прикрывали с воздуха государственную границу СССР, готовили авиационные резервы и летный состав для действующей армии. В период с 13 декабря 1944 года по 31 февраля 1945 года подполковник Долбышев проходил боевую стажировку на 1-м Украинском фронте в составе 256-й истребительной авиационной дивизии 2-й воздушной армии, принял участие в Сандомирско-Силезской и Нижне-Силезской наступательных операциях. За взятие города Краков в составе дивизии ему была объявлена благодарность от Верховного Главнокомандующего.
В августе — сентябре 1945 года в должности заместителя командира 29-й истребительной авиационной дивизии принимал участие в Советско-японской войне. Ее части в составе 10-й воздушной армии прикрывали войска 2-го Дальневосточного фронта при проведении Сунгарийской наступательной операции, затем действовали на цицикарском направлении.

#### Послевоенное время
После войны в той же должности. В июне 1946 года он переведен в КВО на должность заместителем командира 282-й истребительной авиационной Гомельской Краснознаменной ордена Суворова дивизии. С апреля 1947 года проходил службу в составе ГСОВГ в должности заместителя командира 256-й истребительной авиационной Мелитопольской Краснознаменной ордена Суворова дивизии 3-го истребительного авиакорпуса 16-й воздушной армии, с октября 1947 года — командира этой дивизии. В октябре 1948 года он был направлен на курсы усовершенствования командиров и начальников штабов авиадивизий при Краснознаменной Военно-воздушной академии. По их окончании назначен помощником начальника штаба — начальника командного пункта 62-й истребительного авиакорпуса 62-й воздушной армии в ЗакВО. С августа 1953 года исполнял должность начальника командного пункта (с июня 1954 года — главного командного пункта) штаба Ленинградского района ПВО, с августа 1954 года был заместителем начальника штаба по главному командному пункту Особой Ленинградской армии ПВО. В феврале 1957 года полковник Долбышев уволен в запас.
Указом Президента Российской Федерации № 443 от 4 мая 1995 года, за отличия в руководстве войсками при проведении боевых операций в период Великой Отечественной войны 1941—1945 годов, был награждён орденом Жукова.

## Награды
РФ
- орден Жукова (04.05.1995)

СССР
- орден Ленина (30.12.1956)[5][6]
- два ордена Красного Знамени (17.11.1939[5], 15.11.1950[5][6])
- орден Отечественной войны I степени (29.08.1945)[7]
- орден Отечественной войны II степени (06.04.1985)[8][9]
- орден Красной Звезды (06.11.1945)[6][10]
  - медали в том числе:
  - «За боевые заслуги» (03.11.1944)[6][11]
  - «За победу над Германией в Великой Отечественной войне 1941—1945 гг.» (1945)[5]
  - «За победу над Японией» (1945)[5]
  - «Ветеран Вооружённых Сил СССР» (1976)
- знак «50 лет пребывания в КПСС»

Других государств
- орден «За боевые заслуги» (15.08.1959, МНР)[12]
- медаль «30 лет Победы над милитаристской Японией» (МНР)